# Авангардная улица (Казань)
Авангардная улица (тат. Авангард урамы) — улица в Приволжском районе Казани.

## География
Начинаясь в посёлке Воскресенское, пересекает улицы Поперечно-Мостовая, Модельная, Сормовская, Авангардный переулок, Школьная, Владимира Кулагина, Грунтовая, Варганова, Поперечно-Авангардная и заканчивается пересечением с Тульской улицей.

## История
Местность, через которую проходит улица была заселена уже в конце 1930-х – начале 1940-х годов; северная часть современной улицы была застроена частными домами, средняя часть улицы проходила через барачный посёлок завода СК-4, южная часть улицы являлась западной односторонкой посёлка Калининский.
Под единым названием (улица Зайни Султанова) существует со второй половины 1950-х годов; примерно в то же время началась застройка улицы многоквартирными жилыми домами (за счёт сноса бараков) в т. н. микрорайоне «Теплоконтроль» и территории напротив одноимённого завода (за счёт сноса частной застройки посёлка Калининский).
3 февраля 1960 года улице присвоено современное название.
С конца 1950-х годов входит в состав Приволжского района.

## Объекты
- № 18 — стадион завода «Теплоконтроль» (ныне не существует).[10]
- № 48/1, 50, 52, 54, 56, 56/2, 60, 60/2, 89 — жилые дома завода синтетического каучука[тат.].[11]
- № 60а — в этом доме до 1998 года располагался детский сад № 269 завода синтетического каучука.[12]
- № 58, 62/1, 62/2, 62/3, 62/4, 62/5, 66/2, 66/3, 68/2, 87, 91, 185 — жилые дома завода резино-технических изделий.[13][14][15]
- № 68 — детский сад № 320 (филиал, бывший детский сад № 182 завода резино-технических изделий).[10]
- № 85 — общежитие студентов Казанского техникума пищевой промышленности (ныне политехнический колледж).[16]
- № 88 — жилой дом объединения «Татмашхимснабсбыт».[17]
- № 90/48 — жилой дом УПП № 1 ВОС.[18]
- № 143, 145, 147, 147а, 147б, 149, 151, 155, 157, 161, 167а — жилые дома завода «Теплоконтроль».[13][19]
- № 153 — жилой дом треста «Татсельстрой».[20]
- № 159 — до 2003 года в этом здании находился детский сад № 186 завода «Теплоконтроль».[21]
- № 159а — детский сад № 35 (бывший ведомственный завода «Теплоконтроль»).[10]
- № 159б — детский сад № 17 «Карамелька» (бывший детский сад № 180 завода «Теплоконтроль»).[10]
- № 163, 165, 167 — жилые дома завода «Искож».[22]
- № 171, 171а — жилые дома НПО «Вакууммаш».[11][23]

## Транспорт
По участку улицы между улицами Кулагина и Тульская ходит общественный транспорт (автобусы № 23, 25, 43, 56, 77, трамваи № 3, 5, 5а, троллейбусы № 6, 9) и расположены четыре остановки общественного транспорта: «Регистрационная палата» (бывшая «Детский комбинат»), «Авангардная», «Проектная» и «Глазунова» (бывшая «Борисково»). На площадке у пересечения улиц Авангардной и Тульской расположены разворотные кольца (трамвайное и троллейбусное).
Трамвайное движение по улице было открыто в 1963 году; по ней начал ходить трамвай № 3. Кроме ныне существующих маршрутов, по улице в разное время ходили трамваи № 8 и № 23.
Троллейбусное движение (односторонее) по улице было открыто в 2006 году.

## Известные жители
В доме № 89 проживал заслуженный строитель ТАССР Газиз Гараев.